# La Ampuyenta
La Ampuyenta es una localidad española del municipio de Puerto del Rosario, perteneciente a la provincia de Las Palmas, en la comunidad autónoma de Canarias. Se encuentra en la isla de Fuerteventura.

## Toponimia
El nombre del lugar puede encontrarse escrito con las grafías La Ampuyenta y Hampuyenta.

## Historia
Hacia mediados del siglo XIX, el lugar, un pago por entonces perteneciente al municipio de Casillas del Ángel, tenía contabilizada una población de 280 habitantes. Aparece descrito en el noveno volumen del Diccionario geográfico-estadístico-histórico de España y sus posesiones de Ultramar de Pascual Madoz con las siguientes palabras:

HAMPUYENTA: pago en la isla de Fuerteventura, prov. de Canarias, part. jud. de Teguise, térm. jurisd: de Casillas del Angel. Este pago de varias casas dispersas con 280 hab.; se halla sit. al pie de la montaña llamada el Castillejo punto donde remata la cordillera que corre desde la Oliva: está bien ventilado y es de clima saludable. Tiene una ermita titulada San Pedro de Alcántara, en la que se dice misa todos los dias festivos, á espensas de sus vecinos; su vega de corta estension y poco fértil, es algo apropósito para el arbolado: su terreno plano y propio para recoger las aguas llovedizas, medio por el cual se aseguran y aumentan sus cosechas; habiendo en la montaña algunos manantiales, que en otro tiempo se aprovecharon para el riego. prod.: trigo, cebada, barrilla, mijo y cochinilla. ind. y comercio: una y otra se reduce al tejido de telas de lana é hilo, y al cambio de algunos de sus productos por los art. que faltan. Antiguamente tuvo alc. y ayunt., pero en el dia lo forma con la Casilla del Angel á cuya parr. corresponde; asi como en su pobl. riqueza y contribucion.
(Madoz, 1847, pp. 150-151)

En 2023, la entidad singular de población de La Ampuyenta, ahora perteneciente al municipio de Puerto del Rosario, tenía empadronados 353 habitantes, 269 de ellos en el núcleo de población de ese nombre y 84 en diseminado.

## Patrimonio

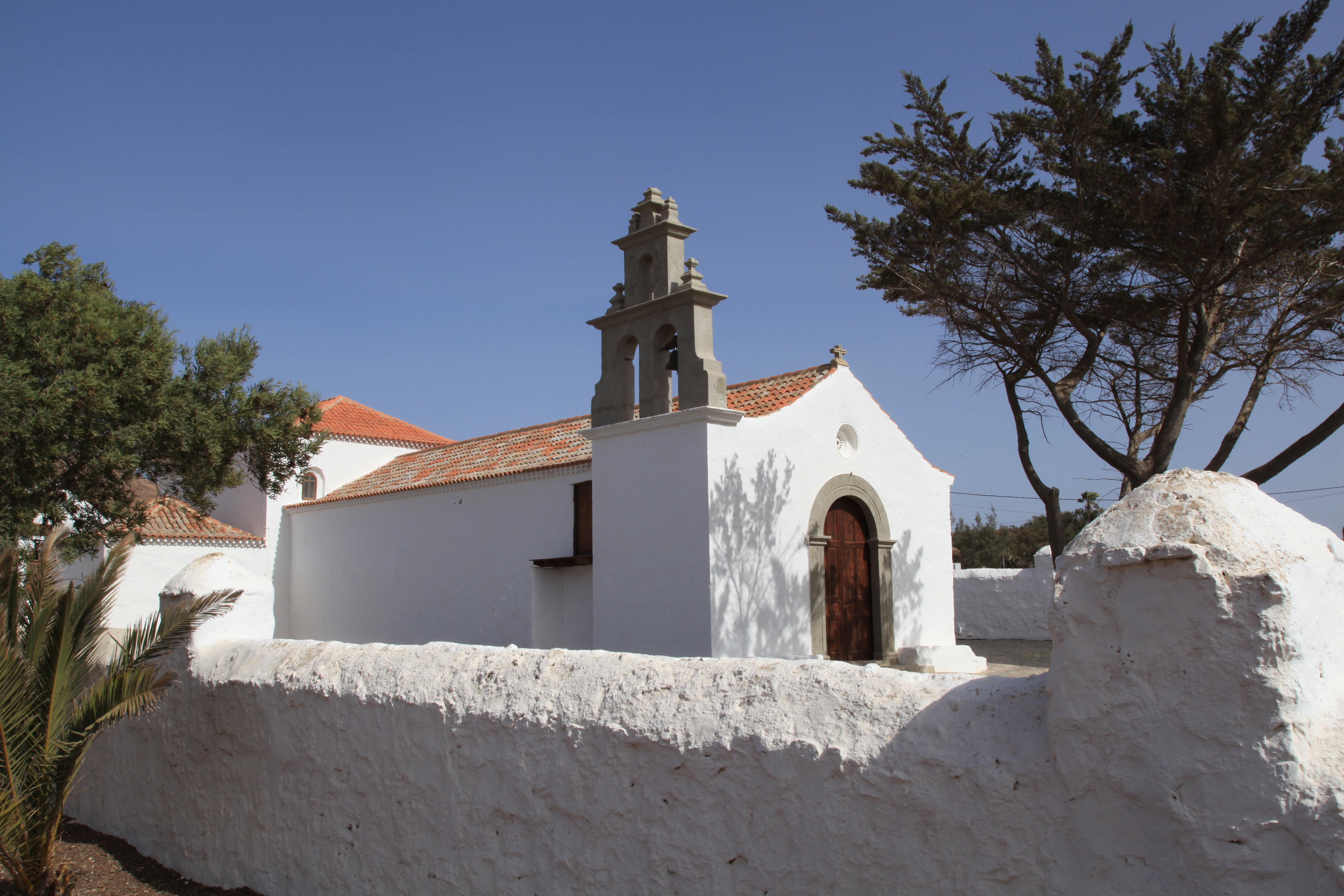
La ermita de San Pedro Alcántara

Hay en la localidad una ermita de San Pedro Alcántara.